# Шеризе (Саона и Лоара)
Шеризе (фр. Chérizet) насеље је и општина у источном делу централне Француске у региону Бургоња, у департману Саона и Лоара која припада префектури Макон.
По подацима из 2011. године у општини је живело 32 становника, а густина насељености је износила 11,11 становника/km². Општина се простире на површини од 2,88 km². Налази се на средњој надморској висини од 220 метара (максималној 385 m, а минималној 212 m).

## Демографија
| 1962. | 1968. | 1975. | 1982. | 1990. | 1999. | 2011. |
| ----- | ----- | ----- | ----- | ----- | ----- | ----- |
| 33    | 47    | 51    | 46    | 50    | 35    | 32    |

График промене броја становника у току последњих година